# Ministerstwo Gospodarki Przestrzennej i Budownictwa
Ministerstwo Gospodarki Przestrzennej i Budownictwa – urząd administracji rządowej funkcjonujący w Polsce w latach 1987–1997, obsługujący ministra Gospodarki Przestrzennej i Budownictwa, do którego zadań należała realizacja polityki państwa w zakresie gospodarki przestrzennej, gospodarki komunalnej i mieszkaniowej, budownictwa i inwestycji w stosunku do wszystkich podmiotów gospodarczych, niezależnie od formy własności.

## Utworzenie urzędu
Ministerstwo zostało utworzone ustawą z 23 października 1987 r. (wchodzącą w życie dzień później) w miejsce zniesionego Ministerstwa Budownictwa, Gospodarki Przestrzennej i Komunalnej oraz Głównego Urzędu Geodezji i Kartografii.

## Ogólne zadania urzędu
Do zadań Ministra Gospodarki Przestrzennej i Budownictwa należała realizacja polityki państwa w zakresie gospodarki przestrzennej, gospodarki komunalnej i mieszkaniowej, budownictwa i inwestycji w stosunku do wszystkich podmiotów gospodarczych, niezależnie od formy własności, a w szczególności współudział w opracowywaniu założeń polityki przestrzennej i inwestycyjnej oraz opracowywanie założeń polityki budowlanej i mieszkaniowej.

## Zadania urzędu w zakresie zapewnienia ładu przestrzennego
Zapewnienia ładu przestrzennego dokonywano przez:
- współdziałanie w opracowywaniu planu zagospodarowania przestrzennego kraju i regionalnych planów zagospodarowania przestrzennego,
- ustalanie zasad sporządzania projektów planów miejscowych oraz zasad kontroli tych planów,
- prognozowanie zapotrzebowania na grunty przeznaczone pod budownictwo mieszkaniowe,
- ustalanie zasad pozyskiwania i gospodarowania gruntami pod budownictwo,
- współdziałanie w projektowaniu zasad ustalania lokalizacji inwestycji,
- realizację zadań z zakresu organizacji i działania państwowego nadzoru budowlanego,
- organizowanie i nadzorowanie działalności służb geodezyjno-kartograficznych.

## Zadania urzędu w zakresie sprawnego i efektywnego funkcjonowania
Urząd stwarzał warunki do sprawnego i efektywnego funkcjonowania gospodarki przestrzennej, komunalnej i mieszkaniowej oraz budownictwa przez:
- dokonywanie analiz i prognozowanie potrzeb społeczeństwa i gospodarki narodowej w tych dziedzinach, zwłaszcza w dziedzinie budownictwa mieszkaniowego,
- współdziałanie w opracowywaniu planów społeczno-gospodarczych oraz planu finansowego i budżetu państwa,
- współdziałanie w kształtowaniu systemów ekonomiczno-finansowych, wpływających na działalność przedsiębiorstw państwowych i innych jednostek organizacyjnych,
- inicjowanie i współdziałanie w opracowywaniu zasad kredytowania i finansowania budownictwa mieszkaniowego,
- inicjowanie przedsięwzięć organizacyjnych i ekonomiczno-finansowych, służących efektywnemu wykorzystaniu czynników wytwórczych,
- programowanie rozmieszczenia potencjału budowlanego w układzie terytorialnym kraju,
- opracowywanie i upowszechnianie zasad organizacji i funkcjonowania służb inwestorskich.

## Zadania urzędu w zakresie określania kierunków rozwoju
Zadaniem urzędu było określanie kierunków rozwoju, inicjowanie, wdrażanie i upowszechnianie postępu naukowo-technicznego oraz współdziałanie w realizacji przekształceń strukturalnych dla zapewnienia nowoczesności i wysokiej jakości budownictwa oraz właściwej eksploatacji zasobów przez:
- współdziałanie w określaniu polityki inwestycyjnej i jej realizację oraz programowanie działalności inwestycyjnej,
- tworzenie warunków do wdrażania i upowszechniania nowoczesnych rozwiązań urbanistycznych i architektonicznych,
- programowanie remontów i modernizacji zasobów,
- współdziałanie w programowaniu prac badawczo-rozwojowych i tworzenie warunków do wdrażania nowoczesnych rozwiązań naukowo-technicznych,
- tworzenie lub inicjowanie tworzenia przedsiębiorstw państwowych, zakładanie i inicjowanie zakładania spółek oraz występowanie z inicjatywą tworzenia jednostek drobnej wytwórczości,
- określanie kierunków przekształceń organizacyjnych w budownictwie i gospodarce komunalnej,
- tworzenie warunków do przepływu informacji naukowo-technicznej i ekonomicznej w zakresie budownictwa, gospodarki przestrzennej i komunalnej,
- współdziałanie w realizacji polityki licencyjnej, ocena wykorzystania nabytych licencji oraz tworzenie warunków ich racjonalnego wykorzystania,
- ustalanie norm i metod kosztorysowania, ustalanie normatywów projektowania oraz standardów budowlanych,
- kształtowanie zasad i realizacja polityki doboru i doskonalenia kadr kierowniczych w gospodarce przestrzennej i budownictwie,
- opracowywanie i upowszechnianie zasad racjonalnej eksploatacji budynków i budowli,
- współdziałanie w realizacji współpracy gospodarczej z zagranicą,
- określanie zasad oraz przez nadzór, w zakresie ustalonym w odrębnych przepisach, nad realizacją i zapewnieniem efektywności eksportu budownictwa oraz nad współpracą przedsiębiorstw i innych jednostek organizacyjnych z zagranicą,
- inicjowanie i tworzenie wspólnych przedsiębiorstw z zagranicznymi podmiotami gospodarczymi i spółek z udziałem kapitału zagranicznego,
- wykonywanie zadań w zakresie obronności i bezpieczeństwa państwa oraz innych zadań określonych w odrębnych przepisach.

## Zadania urzędu w zakresie współdziałania z jednostkami organizacyjnymi
Minister Gospodarki Przestrzennej i Budownictwa współdziałał w zakresie ustalania zasad racjonalnej i oszczędnej gospodarki materiałami, surowcami, paliwami i energią w budownictwie przez:
- ustalanie i kontrolowanie stosowania norm i normatywów ich zużycia, norm ubytków naturalnych oraz norm jakościowych,
- wprowadzanie zakazów w zakresie stosowania materiałów w budownictwie i gospodarce komunalnej oraz stosowania technologii nadmiernie materiałochłonnych i energochłonnych.

## Zakres obowiązków urzędu jako organu założycielskiego
Zadania i obowiązki urzędu jako organu założycielskiego przedsiębiorstw państwowych oraz organu sprawującego nadzór nad działalnością jednostek badawczo-rozwojowych realizowano w zakresie:
- miejscowego planowania przestrzennego,
- budownictwa, w tym budownictwa mieszkaniowego,
- gospodarki gruntami i wywłaszczania nieruchomości,
- urbanistyki i architektury,
- projektowania architektoniczno-budowlanego,
- gospodarki mieszkaniowej,
- organizacji procesu inwestycyjnego oraz wykonywania nadzoru inwestorskiego i budowlanego,
- gospodarki komunalnej.

## Zniesienie urzędu
Ministerstwo Gospodarki Przestrzennej i Budownictwa zniesione zostało 1 stycznia 1997 r. na mocy ustawy z dnia 8 sierpnia 1996 r. – Przepisy wprowadzające ustawy reformujące funkcjonowanie gospodarki i administracji publicznej, zadania i kompetencje włączono do Ministerstwa Spraw Wewnętrznych i Administracji oraz Ministerstwa Skarbu Państwa.

## Ministrowie

Herb Polski

| Lp. | Zdjęcie                        | Imię i nazwisko (partia polityczna)                                     | Objęcie urzędu | Złożenie urzędu | Długość urzędowania | Rząd                             |
| --- | ------------------------------ | ----------------------------------------------------------------------- | -------------- | --------------- | ------------------- | -------------------------------- |
| 1.  |                                | Bogumił Ferensztajn (PZPR) (1934–1996)                                  | 24 X 1987      | 12 IX 1989      | 689 dni             | Rząd Zbigniewa Messnera          |
| 1.  | Rząd Mieczysława Rakowskiego   | Bogumił Ferensztajn (PZPR) (1934–1996)                                  | 24 X 1987      | 12 IX 1989      | 689 dni             |                                  |
| 2.  |                                | Aleksander Paszyński (UD) (1928–2001)                                   | 12 IX 1989     | 12 I 1991       | 487 dni             | Rząd Tadeusza Mazowieckiego      |
| 3.  |                                | Adam Glapiński (PC) (ur. 1950)                                          | 12 I 1991      | 23 XII 1991     | 345 dni             | Rząd Jana Krzysztofa Bieleckiego |
|     |                                | kierownik ministerstwa sekretarz stanu Andrzej Diakonow (PC) (ur. 1950) | 23 XII 1991    | 11 VII 1992     | 201 dni             | Rząd Jana Olszewskiego           |
| 4.  |                                | Andrzej Bratkowski (ur. 1936)                                           | 11 VII 1992    | 26 X 1993       | 472 dni             | Rząd Hanny Suchockiej            |
| 5.  |                                | Barbara Blida (SdRP) (1949–2007)                                        | 26 X 1993      | 31 XII 1996     | 1162 dni            | Rząd Waldemara Pawlaka           |
| 5.  | Rząd Józefa Oleksego           | Barbara Blida (SdRP) (1949–2007)                                        | 26 X 1993      | 31 XII 1996     | 1162 dni            |                                  |
| 5.  | Rząd Włodzimierza Cimoszewicza | Barbara Blida (SdRP) (1949–2007)                                        | 26 X 1993      | 31 XII 1996     | 1162 dni            |                                  |